# Trajan Lalescu
Trajan Lalescu (romanès: Traian Lalescu)  (Bucarest, 12 de juliol de 1882 - Bucarest, 15 de juny de 1929) va ser un matemàtic romanès.

## Vida i Obra
Fill d'un empleat del banc Creditul Agricol, Lalescu va fer els estudis secundaris a les diferents localitats romaneses on era destinat el seu pare; entre elles Craiova, Roman i Iași. El 1900 va començar estudis d'engiyeria de ponts i camins a Bucarest, però el va deixar tres anys després per centrar-se en les matemàtiques a la Universitat de Bucarest en la qual es va graduar el 1905.
Entre 1906 i 1910 va ser professor de secundària a Giurgiu, donant també algunes classes a l'escola de ponts i camins, mentre preparava la seva tesi doctoral que va defensar a la Sorbona el 1908. Els anys següents va ser professor a diferents instituts de Bucarest i professor universitari a temps parcial, fins que el 1916 va ser nomenat professor titular d'àlgebra a la universitat de Bucarest en la qual va romandre la resta de la seva vida, malgrat que el curs 1920-1921 va ser, a més, rector de la recent fundada universitat de Timisoara. Va deixar el càrrec de Timisoara per la mort de la seva esposa (als 28 anys) el 1921. Ell mateix, també va morir relativament jove (amb 46 anys) d'una pneumònia que va contraure el 1927 i que va patir fins a la seva mort el 1929.
Lalescu és recordat pels seus treballs pioners en equacions integrals. Durant el seus estudis a París, també es va interessar per temes algebraics i va publicar diversos articles sobre teoria de Galois i polinomis univariants.
També estava força dotat per les ciències humanes, interessat per l'elegància de les idees i, per això, va ser un professor carismàtic i un dels fundadors de l'escola romanesa de matemàtiques.